# SŽD-Baureihe ЧС7
Die Doppellokomotiven der Baureihe SŽD-Baureihe ЧС7 der Sowjetischen Eisenbahnen (SŽD), heute RŽD sind breitspurige Elektrolokomotiven. Sie wurden von 1983 bis 2000 von Škoda in der Tschechischen Republik produziert. Sie werden bei der RŽD in Russland und in der Ukraine bei der dortigen UZ für den hochwertigen Reisezugverkehr eingesetzt.

## Einsatzländer
Bei einigen Bahnen der ehemaligen Sowjetunion werden diese Loks heute noch eingesetzt, so bei der:
- Russland – RŽD und der
- Ukraine – UZ.